# فيجاي تشاودري
فيجاي تشاودري (بالإنجليزية: Vijay Chaudhary)‏ هو مصارع ‏ هندي، ولد في 23 أبريل 1988 في منطقة جالجاون في الهند.